# Wilbur A. Smith

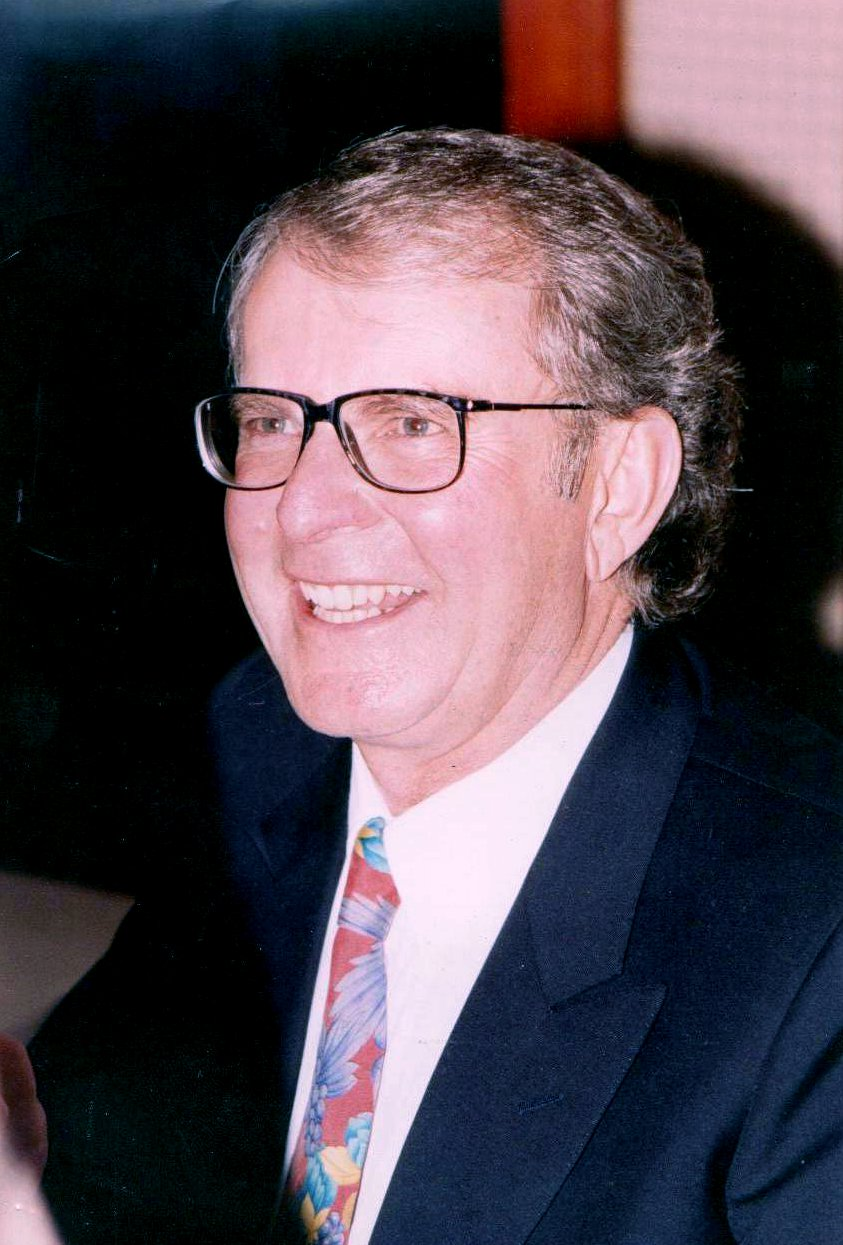
Wilbur A. Smith, 1993

Wilbur Addison Smith (* 9. Januar 1933 in Broken Hill, Nordrhodesien, heute Sambia; † 13. November 2021 in Kapstadt) war ein südafrikanischer Schriftsteller und Drehbuchautor.

## Leben
Das Studium an der University of Natal und der Rhodes University schloss er 1954 als Bachelor of Commerce ab. 1964 heiratete Smith, und sein erster Roman When the Lion feeds erschien. Der zuvor verfasste Roman The Gods first make mad blieb unveröffentlicht. Seitdem arbeitete Smith als freier Schriftsteller, der jedes Jahr zwei Bücher, seit 1998 jedes Jahr „nur“ noch ein Buch veröffentlichte. Kritiker werfen ihm vor, seine Bücher seien von Rassismus, Sexismus und intellektueller Anspruchslosigkeit geprägt. Dennoch wurden bisher über 140 Millionen Exemplare verkauft, in über 30 Sprachen übersetzt und zum Teil verfilmt. Smith lebte in Constantia, in London und auf den Seychellen.
Viele seiner Werke zählen zu drei Reihen, benannt nach den Familien, die darin vorgestellt werden, oder nach der Zeit, in der die Handlung stattfindet.

## Der Sonnenvogel
Einer seiner bekanntesten Romane, Der Sonnenvogel, der die abenteuerliche Suche nach dem Schatz Salomons im Rahmen einer großangelegten archäologischen Expedition inmitten kriegerischer Auseinandersetzungen schildert, wurde durch den italienischen Künstler Milo Manara phantasievoll illustriert und erschien als Bilderbuch (dt. Ausgabe 1992). Manaras afrikanische Impressionen zum Ophir, jenem legendären Ort, dem König Salomon seinen unermesslichen Goldschatz verdankte, und die Bilder einer Expedition nach Botswana, heben sich von dem Text ab und beweisen künstlerische Vielseitigkeit des Zeichners, der vor allem als Comicautor bekannt ist
Die schwedische Progressive-Metal-Band Opeth benannte sich nach der in der Romanhandlung beschriebenen Stadt Opet.

### Handlung
Der Roman „Der Sonnenvogel“ erzählt die Geschichte von Opet, der Hauptstadt eines von phönizischen Siedlern gegründeten Reiches, welches sich über weite Teile Südafrikas erstreckt. Diese blühende Hochkultur wird im 4. Jahrhundert n. Chr. an nur einem einzigen Tag dem Erdboden gleichgemacht. Einheimische barbarische Stämme löschen das Volk Opets aus und tilgen jeden Hinweis auf dessen Errungenschaften. Allein die Fundamente der großen Stadt bleiben im Steppensand erhalten und werden, überwuchert von Büschen, nur für flüchtige Augenblicke in Mondnächten sichtbar. Legenden und Tabus verbieten fortan jedem, sich den „Hügeln des Blutes“ zu nähern. Diese Legenden verhindern die Neuentdeckung des Ortes bis zu dem Zeitpunkt, als ein Archäologe durch Luftaufnahmen auf die Existenz der Stadt aufmerksam wird. Durch das Auffinden der Stadt und ihrer Archive ergibt sich ein detailliertes Bild der phönizischen, Jahrhunderte andauernden Herrschaft.
Die Herrschaft Opets endet zu einem Zeitpunkt da die Kultur bereits ihre Blütezeit hinter sich hat. Ausgerechnet ein entflohener Sklave und ehemaliger Schützling eines Hohepriesters von Opet besiegelt das Schicksal des Reiches. Er entgeht mehrfach durch Begnadigung dem Tode und eint in unbändigem Hass gegen die Fremdlinge aus dem Norden die Eingeborenenstämme und stellt eine gewaltige Armee auf. Er zerstört die Stadt durch schiere zahlenmäßige Überlegenheit und mit dem taktischen Wissen, das er von seinen ehemaligen Herren erworben hat.

## Werke

### Courtneys
- When the Lion Feeds. 1964 dt.: In der Umarmung des Löwen/Der Unbesiegbare
- The Sound of Thunder. 1966 dt.: Im Schatten seines Bruders/Meines Bruders Frau
- A Sparrow Falls. 1977 dt.: Der Sturz des Sperlings
- The Burning Shore. 1985 dt.: Glühender Himmel
- Power of the Sword. 1986 dt.: Wer aber Gewalt sät
- Rage. 1987 dt.: Tara
- A Time to Die. 1989 dt.: Heller Mond, dunkler Schatten
- Golden Fox. 1990 dt.: In den Fängen des Fuchses
- Birds of Prey. 1997 dt.: Der Flug des Seeadlers
- Monsoon. 1999 dt.: Monsun
- Blue Horizon. 2003 dt.: Wüstenkönig
- The Triumph of the Sun. 2005 dt.: Der Stolz des Nubiers
- Assegai. 2009
- Golden Lion (mit Giles Kristian), 2015
- Tigers Prey (mit Tom Harper), 2017
- War Cry (mit David Churchill), 2017
- Courtneys War, 2018
- Ghost Fire, 2019
- Legacy of War, 2021

Birds of Prey, Monsoon und Blue Horizon behandeln einen anderen Zweig der Courtney-Familie, den „seefahrenden“ Teil (aus Devon), die anderen Bücher den „afrikanischen“ Zweig

### Ancient Egyptian
- River God. 1993 dt.: Das Grabmal des Pharao
- The Seventh Scroll. 1995 dt.: Die Schwingen des Horus
- Warlock. 2001 dt.: Die Söhne des Nils
- The Quest. 2007 dt.: Das Erbe des Magus
- Desert God. 2014
- Pharaoh. 2016

### Ballantynes
- A Falcon Flies aka Flight of the Falcon. 1980 dt.: Der steinerne Vogel
- Men of Men. 1981 dt.:  Der Stolz des Löwen
- The Angels Weep. 1981 dt.: Wenn Engel weinen
- The Leopard Hunts in Darkness. 1984 dt.: Der Panther jagt im Dämmerlicht
- The Triumph of the Sun. 2005 s. o. Courtneys [mit diesem Roman werden die beiden Familien zusammengeführt]
- King of Kings, 2019
- Call of the Raven, 2020

### Sonstige Werke
- The Dark of the Sun. 1965 dt.: Schwarze Sonne
- Shout At the Devil. 1968 dt.: Rivalen gegen Tod und Teufel
- Gold Mine aka Gold. 1970 dt.: Goldmine
- The Diamond Hunters. 1971 dt.: Diamantenjäger/Diamantenerben/Diamantenfieber
- The Sunbird. 1972 dt.: Der Sonnenvogel
- Eagle in the Sky. 1974 dt.: Adler über Wolken
- The Eye of the Tiger. 1975 dt.: Das Geheimnis der Morgenröte
- Cry Wolf. 1976 dt.: Roter Sand
- Hungry As the Sea. 1978 dt.: Wild wie das Meer
- Wild Justice. 1979 dt.: Entscheidung Delta
- Elephant Song. 1991 dt.: Das Lied der Elefanten
- Those in Peril. 2011
- Vicious Circle. 2013
- Predator, 2016
- On Leopards Rock, 2018

## Filme
(nach den Romanen von Wilbur Smith)
- Katanga, 1968, nach The Dark of the Sun
- The Last Lion, 1972
- Gold, 1974, nach Gold Mine, verfilmt mit Roger Moore, Susannah York
- The Kingfisher Caper, 1975, nach The Diamond Hunters
- Brüll den Teufel an, 1976, nach Shout at the Devil
- Mountain of Diamonds, 1991, nach Burning Shore (auch auf dt.: Glühender Himmel)
- Wild Justice, 1993 und 1994, (als Miniserie und Film)
- The Seventh Scroll, 1999
- Diamond Hunters, 2001